# Тараненко Сергій Володимирович
Сергій Володимирович Тараненко (3 грудня 1965, Харківська область) — український флотоводець, контрадмірал, Кандидат технічних наук, начальник Академії військово-морських сил імені П. С. Нахімова.

## Біографія
Народився 3 грудня 1965 в c. Борова Борівського району Харківської області. У 1990 році закінчив Чорноморський вищий військово-морський інститут ім. П. С. Нахімова. У 1999 році Севастопольський Військово-морський інститут. У 2005 році Національну академію оборони України. Кандидат технічних наук. Доцент кафедри суднових і промислових електромеханічних систем.
У 1990—1991 рр. — Командир стартової групи ракетної бойової частини крейсерською ПЧ"К-144" 42-ї дивізії 2-ї флотилії підводних човнів Тихоокеанського флоту.
У 1991—1992 рр. — Командир стартової групи ракетної бойової частини крейсерською ПЧ"К-43" 42-ї дивізії 2-ї флотилії підводних човнів.
У 1992—1994 рр. — Командир стартової групи ракетної бойової частини 249 екіпажу АПЧ 10-й дивізії 2-ї флотилії підводних човнів.
У 1994 році — офіцер роти плавскладу (підводних кораблів) 4-го офіцерського батальйону командування Військово-морських сил.
У 1994—1996 рр. — Офіцер з фізичної підготовки та спорту відділу головних спеціалістів управління бойової підготовки та військово-навчальних закладів командування ВМС; начальник фізичної підготовки і спорту штабу Південного морського району Військово-морських сил.
У 1996—1997 рр. — Старший помічник начальника відділу оперативної та бойової підготовки штабу Південного морського району Військово-морських сил.
У 1997—1999 рр. — Слухач Севастопольського Військово-морського інституту.
У 1999—2001 рр. — Начальник відділення оперативної та бойової підготовки — заступник начальника штабу Південного морського району ВМС України.
У 2001—2002 рр. — Начальник оперативного відділу — заступник начальника штабу Південного морського району ВМС ЗС України.
У 2002—2004 рр. — Заступник начальника оперативного управління Головного штабу командування ВМС України.
У 2004—2005 рр. — Слухач Національної академії оборони України.
У 2005—2006 рр. — Начальник Оперативного Управління штабу командування ВМС України.
У 2006—2007 рр. — Начальник кафедри Військово-морських сил Національної академії оборони України.
З листопада 2007-го по листопад 2010 р. — начальник Севастопольського військово-морського інституту ім. П. С. Нахімова. Доцент кафедри суднових і промислових електромеханічних систем Севастопольського національного технічного університету (2011—2014 роки). Завідувач кафедри електрообладнання і автоматики водного транспорту Київського інституту водного транспорту імені Гетьмана Петра Конашевича-Сагайдачного Державного університету іфраструктури та технологій (з 3.09.2018 року).

## Нагороди та відзнаки
- відзнака МОУ «Знак пошани»;
- відзнака МОУ «Ветеран Військової служби»,
- медаль «10 років Збройним Силам України»
- медаль «15 років Збройним Силам України».